# الیزابت پنیا
الیزابت ماریا پنیا (انگلیسی: Elizabeth Maria Peña؛ زادهٔ ۲۳ سپتامبر ۱۹۵۹ - درگذشته ۱۴ اکتبر ۲۰۱۴) هنرپیشه و کاگردان اهل ایالات متحده آمریکا بود که در اثر سؤ مصرف و استفاده بیش از حد الکل به دلیل سیروز شدید کبدی درگذشت. وی از سال ۱۹۷۹–۲۰۱۴ میلادی مشغول فعالیت بود.

## گزیده فیلمشناسی
از فیلم‌ها یا برنامه‌های تلویزیونی که وی در آن نقش داشته‌است می‌توان به آثار زیر اشاره کرد.
- میدان تایمز (فیلم) (۱۹۸۰)
- آن‌ها همگی خندیدند (۱۹۸۱)
- فولاد آبی (فیلم ۱۹۹۰) (۱۹۸۹)
- نردبان یعقوب (فیلم) (۱۹۹۰)
- خیال باطل (۱۹۹۳)
- ویلی آزاد ۲ (۱۹۹۳)
- رقص آب (۱۹۹۲)
- مرده خنده‌دار (۱۹۹۴)
- ستاره تنها (فیلم) (۱۹۹۶)
- جولیان پو (۱۹۹۷)
- بن‌بست (۱۹۹۷)
- ساعت شلوغی (فیلم ۱۹۹۸) (۱۹۹۸)
- سوپ تورتیا (۲۰۰۱)
- سی‌اس‌آی: میامی (۲۰۰۳)
- شگفت‌انگیزان (۲۰۰۴)
- ان‌سی‌آی‌اس (۲۰۰۴)
- ترنس‌آمریکا (۲۰۰۵)
- ته دره (فیلم) (۲۰۰۵)
- شهر گمشده (فیلم) (۲۰۰۵)
- بابای آمریکایی! (۲۰۰۷)
- سرگردان در منهتن (۲۰۰۷)
- یک زن تنها (۲۰۰۸)
- مادر و فرزند (فیلم ۲۰۰۹) (۲۰۰۹)
- خانواده امروزی (۲۰۱۳)
- مادربزرگ (فیلم ۲۰۱۵) (۲۰۱۵)